# Roberto Valbuzzi

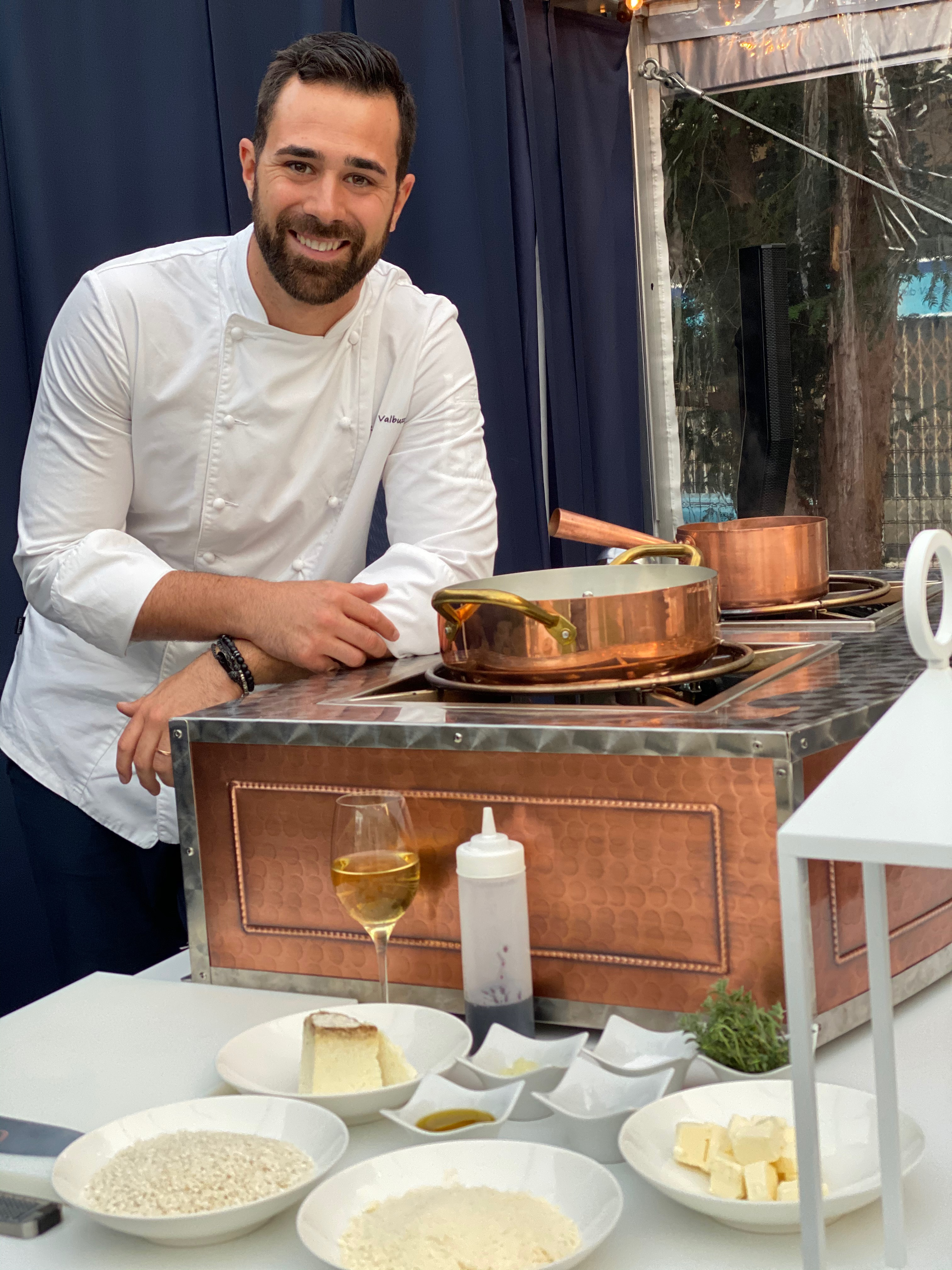
Roberto Valbuzzi durante uno show cooking

Roberto Valbuzzi (Varese, 1º luglio 1989) è un cuoco e conduttore televisivo italiano.

## Biografia
Figlio di ristoratori di Malnate, Roberto cresce nella fattoria dei nonni a Mornago. Frequenta l'istituto alberghiero De Filippi per poi iscriversi al corso di laurea in Scienze e tecnologie alimentari presso l'Università di Milano. Durante gli studi si intervallano diverse esperienze lavorative in Italia e all'estero come cuoco, per poi dedicarsi all'attività di famiglia, nel ristorante di proprietà dei genitori; parallelamente, dal 2011, inizia a lavorare in televisione.

### Carriera televisiva
Nel 2011 viene contattato da Gambero Rosso Channel per partecipare come cuoco all'interno della trasmissione televisiva Una cucina per due: Nord VS Sud in cui Roberto e un altro cuoco si confrontano sulle tradizioni culinarie del nord e sud Italia. Sempre con Gambero Rosso è protagonista di un altro programma, Il Bello del Gruyére, mentre nel 2012 partecipa a 30x30 e Maille: senape che passione. Nello stesso anno collabora con Vero TV per una rubrica di cucina e affianca Emanuela Folliero nel programma Hollyfood, in onda su La5. Nel 2013 conduce insieme a Michela Coppa Benvenuti al Nord: la Nosa cosina, in onda su Alice. Nel 2014 conduce per il canale Lei Staffetta in cucina mentre l'anno seguente compare in diverse puntate di Mezzogiorno Italiano, su Rai1. Nel 2016 continua la collaborazione con Alice e partecipa insieme a Veronica Maya nel programma Casa Alice. Nel 2017 e 2018 diviene ospite fisso da Antonella Clerici per La prova del cuoco e affianca Samanta De Grenet per Le ricette di Natale - A prova di chef, in onda su Canale 5. Nel 2018 inizia la collaborazione con Discovery Italia, diventando uno dei tre giudici insieme a Csaba Della Zorza e Diego Thomas nella trasmissione Cortesie per gli ospiti, in onda su Real Time. Nel 2019 è protagonista del programma Uno Chef in Fattoria, trasmesso su Food Network. Nel 2020 è di nuovo sugli schermi con Uno Chef in Fattoria, sempre su Food Network, e Aperistorie su La7. Nel 2021 continua con Aperistorie, Aperitivo all'italiana, trasmesso su Real Time e ed è stato ospite al nuovo format Beer Masters trasmesso sulla piattaforma Amazon Video. Il 2022 si conclude con la terza edizione di Uno Chef in fattoria. Dal 2020 al 2024 ha continuato ad essere giudice nella trasmissione Cortesie per gli ospiti diventandone il volto storico e simbolico del programma. Nel 2023 è ospite usuale del programma È sempre mezzogiorno! con Antonella Clerici. 

## Vita privata
Nel 2018 sposa Eleonora Laurito, da cui ha avuto Alisea nel 2020 ed Elan Gabriele nel 2022.

## Programmi televisivi
- Una cucina per due: Nord VS Sud (Gambero Rosso Channel, 2011)
- Il Bello del Gruyére (Gambero Rosso Channel, 2011)
- 30x30 e Maille: senape che passione (Gambero Rosso Channel, 2012)
- Hollyfood - L'appetito vien guardando (La5, 2012)
- Benvenuti al Nord: la Nosa cosina (Alice, 2013)
- Staffetta in cucina (Lei, 2014)
- Casa Alice (Alice, 2016)
- La prova del cuoco (Rai 1, 2017-2018)
- Le ricette di Natale - A prova di chef (Canale 5, 2017)
- Cortesie per gli ospiti (Real Time, dal 2018)
- Uno chef in fattoria (Food Network, dal 2019)
- Cortesie per gli ospiti - Ristorante (Real Time, 2022)
- È sempre mezzogiorno! (Rai 1, 2023) ospite ricorrente

## Libri
- Tutti frutti, Rai Eri, 2017 ISBN 978-8839717023
- Cortesie per gli ospiti, De Agostini, 2020 ISBN 978-8851172428
- Cuoco, ristoratore, contadino, Gribaudo, 2021 ISBN 978-8858038642